# Гинсбург, Кристиан Давид
Кристиан (Христиан) Давид Гинсбург (англ. Christian David Ginsburg; 1831, Варшава — 1914, Палмерс Грин, Англия) — английский учёный-библеист и миссионер. Автор полного изложения учения каббалистов (1865); переводчик Нового Завета на древнееврейский язык (1885, 1886 и 1891) и переводчик еврейской Библии на английский язык (1894).

## Биография и деятельность
Давид Гинзбург родился в Варшаве в еврейской семье. Приняв крещение в возрасте 15 лет (1846) и имя Кристиан Давид , Гинсбург некоторое время служил в ливерпульском отделении Лондонского миссионерского общества, но в 1863 г. отказался от миссионерской деятельности и совершенно отдался литературе.
После издания собственных переводов Песни Песней (1857) и Экклезиаста (1861), он написал ряд очерков ο караимах (1862), ессеях (1864) и дал на английском языке полное изложение учения каббалистов (1865).
После этого Гинсбург посвятил себя всецело Масоре; в 1867 году он издал текст и перевод сочинения Элии Левиты «Massoret ha-Massoret», а также «Введение в раввинскую Библию» Якова бен-Хаим.
В 1870 г. Гинсбург был избран членом комиссии, учреждённой для пересмотра библейского текста, причем занялся собиранием всех существующих материалов по Масоре; в 1880—1886 гг. им было выпущено три тома этих материалов. Основываясь на них, он издал для «Trinitarian Bible Society» новый текст Библии, вышедший в 1894 г. под заглавием «The massoretico-critical text of the Hebrew Bible». Издание он снабдил введением, образовавшим вместе со снимками рукописей еврейской Библии особый том (1897). Приемы, при помощи которых Гинсбург устанавливал масоретский текст, подверглись критическому разбору со стороны Лайоша Блау (нем. Ludwig Blau, «Jewish Quarterly Review»), причём последний выступил убежденным противником Гинсбурга.
Гинсбург написал подробное исследование надписи Меши и попутно содействовал разоблачению деятельности Мозеса Шапиры (1871). Гинсбург издал также перевод Нового Завета на древнееврейский язык (1885, 1886 и 1891).

## Издания
- «The Song of Songs: Translated from the Original Hebrew with a Commentary, Historical and Critical» (1857)
- «Coheleth: commonly called The book of Ecclesiastes; translated from the original Hebrew, with a commentary historical & critical» (1861)
- «The Essenes: Their History and Doctrines» (1864)
- «The Kabbalah: Its Doctrines, Development, and Literature» (1865)
- «The Massorah; Compiled from Manuscripts» (Лондон/Вьенна, Brög, 1880)
- «The Massorah; Translated into English; With a critical and exgetical commentary» (Л./В., Brög, 1897—1905)
- «Jacob Ben Chajim Ibn Adonijah's Introduction to the Rabbinic Bible» (Л., 1867)
- «The Massoreth Ha-Massoreth of Elias Levita, being an exposition of the Massoretic notes on the Hebrew Bible, or the ancient critical apparatus of the Old Testament in Hebrew, with an englisch translation, and critical and explanatory notes» (Л., Longmans, 1867)
- Перевод Нового Завета на древнееврейский язык (1885, 1886 и 1891)
- «Facsimiles of Manuscripts of the Hebrew Bible» (1897—1898)
- «On the relationship of the so-called Codex Babylonicus of A.D. 916 to the Eastern Recension of the Hebrew Text» (1899)
- «The Text of the Hebrew Bible in Abbreviations» (1903)